# Ministério da Polícia (França)
O Ministério da Polícia (1796 a 1815), foi criado na França pelo Diretório, regime político adotado no país entre 26 de outubro de 1795 e 9 de novembro de 1799.
Merlin de Douai foi o primeiro Ministro da Polícia da França, após deixar o Ministério da Justiça em 2 de janeiro de 1796. O novo órgão foi criado para descentralizar os serviços do Ministério do Interior das questões relacionadas com a manutenção da ordem e a ameaça de agitação subversiva oriunda dos jacobinos.  Durante o Diretório, apenas Charles Cochon de Lapparent permaneceu mais de um ano como ministro.
No Consulado e no Império, destacou-se a figura de Joseph Fouché, famoso ministro de Napoleão entre os anos de 1799 a 1802 e de 1804 a 1810, que desenvolveu um intenso trabalho de detecção dos agentes da espionagem estrangeira, de isolamento e desarticulação dos focos insurrecionais, além do comando da repressão à criminalidade comum.
Foi substituído por René Savary, retornando ao posto no  Governo dos Cem Dias, quando presenciou a queda definitiva do Imperador Bonaparte, em junho de 1815.
No reinado de Luís XVIII, o órgão ministerial foi dissolvido em 29 de dezembro de 1818, após três anos de funcionamento. Já, no segundo Império, o Imperador Napoleão III decidiu recriar o cargo para nomear o seu amigo Charlemagne de Maupas, mas a experiência só durou dezessete meses.

## Lista dos Ministros da Polícia da França

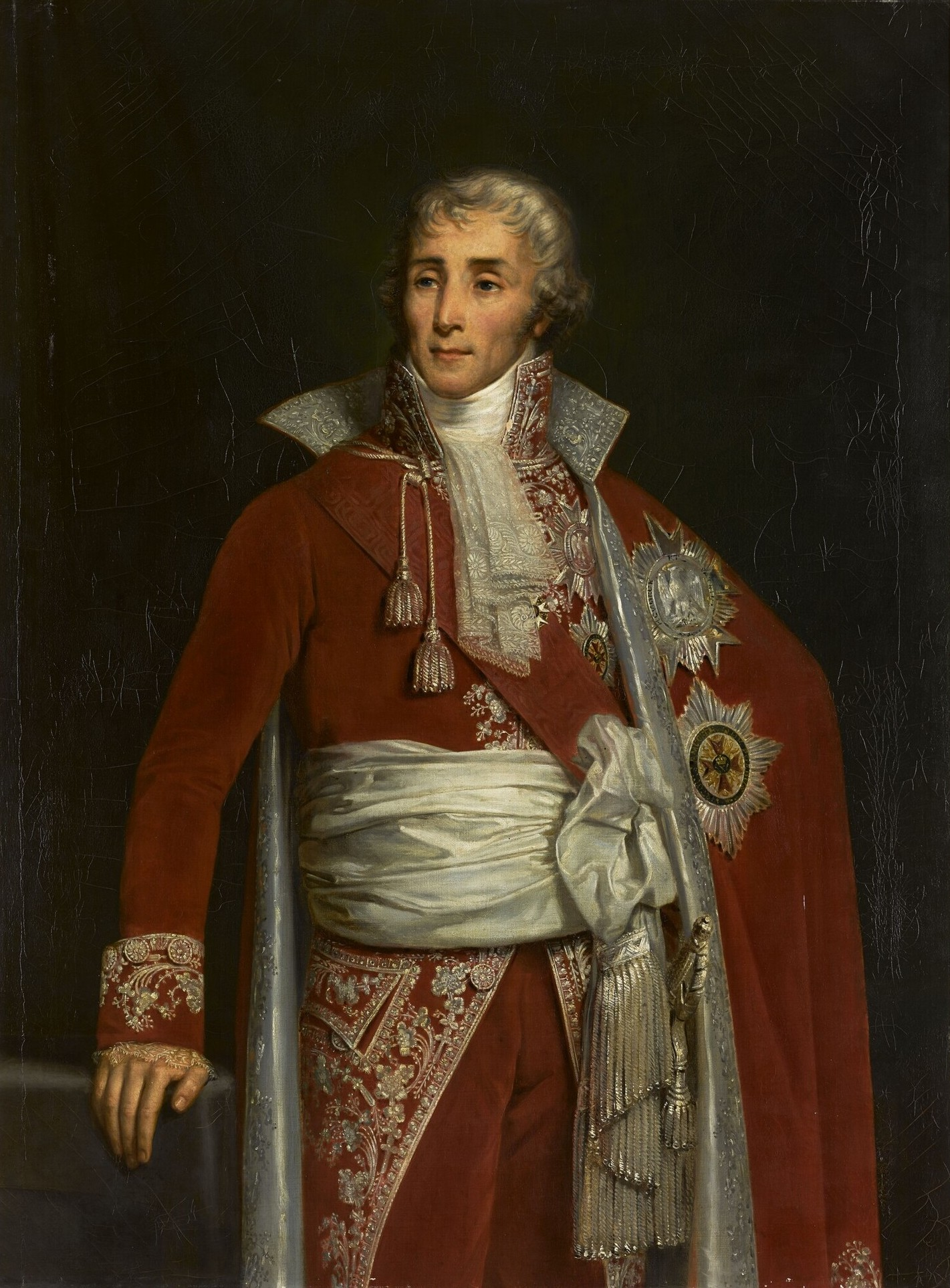
Joseph Fouché, Ministro da Polícia

- 4 de janeiro de 1796 – 4 de abril de 1796: Philippe-Antoine Merlin de Douai, ( Merlin de Douai )
- 4 de abril de 1796 – 15 de julho de 1797 : Charles Cochon de Lapparent
- 15 de julho de 1797 – 25 de julho de 1797 : Jean-Jacques Lenoir-Laroche
- 25 de julho de 1797 – 13 de fevereiro de 1798 : Jean-Marie Sotin de La Coindière
- 13 de fevereiro de 1798 – 16 de maio de 1798 : Nicolas Dondeau
- 16 de maio de 1798 – 29 de outubro de 1798 : Marie Jean François Philibert Lecarlier d'Ardon
- 29 de outubro de 1798 – 23 de junho de 1799 :  Jean-Pierre Duval
- 23 de junho de 1799 – 20 de julho de 1799 : Claude Sébastien Bourguignon
- 20 de julho de 1799 – 13 de setembro de 1802 : Joseph Fouché
- 10 de julho de 1804 – 3 de junho de 1810 :  Joseph Fouché
- 3 de junho de 1810 – 1 de abril de 1814 : René Savary, duque de Rovigo
- 3 de abril de 1814 – 13 de maio de 1814 : Jules Anglès
- 20 de março de 1815 – 22 de junho de 1815 : Joseph Fouché, duque de Otranto
- 22 de junho de 1815 – 7 de julho de 1815 : Jean Pelet, ( conde Pelet de la Lozère)
- 7 de julho de 1815 – 26 de setembro de 1815 : Joseph Fouché
- 26 de setembro de 1815 – 29 de dezembro de 1818 : Élie Decazes
- 2 de janeiro de 1852 - 21 de junho de 1853 : Charlemagne de Maupas

## Ligações internas
- Joseph Fouché